# Siebeneick
Siebeneick ist ein 5,1 km² umfassendes Wohnquartier im Norden des Wuppertaler Stadtbezirks Uellendahl-Katernberg und gehört zum Stadtteil Elberfeld.

## Geographie
Siebeneick grenzt im Osten an Dönberg, im Südosten an die Quartiere Uellendahl-West und Uellendahl-Ost, im Süden an die Quartiere Nevigeser Straße und Eckbusch. Im Westen und Norden grenzt der Velberter Stadtteil Neviges an Siebeneick. Der Süden des Gebiets befindet sich auf dem Grat der Wuppertaler Nordhöhen, die die Wasserscheide zwischen Wupper und Ruhr bilden, die hier entspringenden Bäche fließen durch das nach Norden hin abfallende Gelände dem Hardenberger Bach zu.
Siebeneick ist ein eher ländlich geprägtes Gebiet. Ein Wohngebiet aus der zweiten Hälfte des 20. Jahrhunderts in Metzmachersrath an der Grenze zu Katernberg beherbergt die meisten der rund 2300 Bewohner des Quartiers. Weitere dort in heutige Wohngebiete aufgegangene Wohnplätze sind Metzmachersrath, Triebel, Triebelsheide, Vogelsbruch, Branger, Röttgen und Grenze Jagdhaus.
Zu Siebeneick gehören die unmittelbar benachbarten Hofe Untenrohleder und Frickenhaus, das eines der ältesten Fachwerkhäuser Wuppertals aus dem 17. Jahrhundert beherbergt. Weitere Höfe und Wohnplätze sind Alter Triebel, Am Lindgen, Auf der Schmitten, Asbruch, Bredde, Brink, Fingscheidt, Frickenhaus, Heidacker, Herrnasbruch, Jungmannshof, Königshof, Krähenberg, Krieg, Obenrohleder,  Schevenhof, Schevensiepen, Schmitzhaus, Steingeshof, Wolfsholz, Worth und Wüstenhof.
Zu den abgegangenen Höfen zählen Elsternbusch, Galgenbusch, Winkel, Römersleimberg, Schanze, Winkel und Worthernocken.
Im Norden befindet sich bei Kleinehöhe ein umfangreicher Golfplatz des Golfclubs Bergisch Land. An der westlichen Quartiersgrenze führt die Bahnstrecke Wuppertal-Vohwinkel–Essen-Überruhr entlang, die ursprünglich von der Prinz-Wilhelm-Eisenbahn-Gesellschaft gebaut worden ist. Der Haltepunkt Velbert-Rosenhügel der 2003 eingerichteten S-Bahn-Linie gehört zum Einzugsgebiet Siebeneicks, der Park-and-ride-Parkplatz östlich des Haltepunkts befindet sich bereits auf Wuppertaler Stadtgebiet.
An der Flur Galgenbusch, ein Hinweis auf eine alte Wuppertaler Richtstätte beim Königshof, befand sich in der zweiten Hälfte des 20. Jahrhunderts in einem alten, geologisch bedeutsamen Steinbruch – Aufschluss von Devon-Karbon-Schichtgrenze – eine Freilichtbühne.

## Etymologie und Geschichte
Namensgebend für das Quartier waren sieben Eichen bei dem auf Dönberger Gebiet liegenden Hof Siebeneick am Hardenberger Bach, von denen die letzte mit einem Stammdurchmesser von zwei Metern Ende des 19. Jahrhunderts gefällt wurde. Das Gebiet um Siebeneick wurde bereits 1038 als Sivonekon in einer Urkunde des Klosters Werden bzw. 1220 als Siveneken in der kleinen Vogteirolle des Grafen Friedrich von Isenberg-Altena erwähnt. Der Hof Siebeneick selber erstmals 1355 als Sevenheken in einem Verzeichnis der zur Herrschaft Hardenberg gehörenden Güter. Im Spätmittelalter befand es sich als Teil der Herrschaft Hardenberg im Gebiet des Herzogtums Berg.
Das südlich und östlich vom Hof gelegene, höhere Gelände heißt Obensiebeneick, das nördlich und westlich gelegene Untensiebeneick, das größtenteils zu Neviges gehört. Diese Gemarkungsnamen leiten sich von den Hardenberger Bauerschaften Oberste Siebeneick und Unterste Siebeneick ab.
Im 19. Jahrhundert gehörte die Landgemeinden Obensiebeneick und Untensiebeneick zu der Bürgermeisterei Hardenberg, die 1935 in Neviges umbenannt wurde. Damit gehörte sie von 1816 bis 1861 zum Kreis Elberfeld und ab 1861 zum alten Kreis Mettmann. Der südöstliche Teil von Obensiebeneick und der südliche Teil von Dönberg wurde 1929 der neu gegründeten Stadt Wuppertal zugewiesen.
Mit der Kommunalreform von 1975 wurde der Rest Obensiebeneicks, südöstliche Teile von Untersiebeneick und der Rest von Dönberg in die  Stadt Wuppertal (Stadtbezirk Uellendahl-Katernberg) eingemeindet. Dem nun neu geschaffenen Wuppertaler Wohnquartier Siebeneick wurden dabei im Südwesten eine Hälfte der ebenfalls zuvor zu Neviges gehörende Gemarkung Kleine Höhe, die historisch nicht zu dem Bereich der Siebeneicker Bauerschaften gehörten, angegliedert. Die an Wuppertal übergegangenen Teile von Untensiebeneick kamen dagegen zum Wohnquartier Dönberg.